# Vitrai-sous-Laigle
Vitrai-sous-Laigle – miejscowość i gmina we Francji, w regionie Normandia, w departamencie Orne.
Według danych na rok 1990 gminę zamieszkiwało 196 osób, a gęstość zaludnienia wynosiła 17 osób/km² (wśród 1815 gmin Dolnej Normandii Vitrai-sous-Laigle plasuje się na 690. miejscu pod względem liczby ludności, natomiast pod względem powierzchni na miejscu 417.).